# استیو کریستوف
استیو کریستوف (انگلیسی: Steve Christoff؛ زادهٔ ۲۳ ژانویهٔ ۱۹۵۸) بازیکن هاکی روی یخ اهل ایالات متحده آمریکا بود.
از باشگاه‌هایی که در آن بازی کرده‌است می‌توان به کلگری فلیمس اشاره کرد.